# Ludwik Darowski
Ludwik Darowski, ps. „K. Darski”, D-ski, Michał Kowieński, Ludar, Lud. Dar., Michał, Wiesław (ur. 11 sierpnia 1881 w Opatowie, zm. 15 listopada 1948 w Warszawie) – polityk polski, od 1921 do 1924 minister pracy i opieki społecznej, wojewoda łódzki i krakowski, członek loży wolnomularskiej w Warszawie w czasach II Rzeczypospolitej.

## Życiorys
Był synem Pawła i Anieli z Romanowskich. W 1900 r. ukończył studia w Instytucie Handlowym w Moskwie, w latach 1900–1904 pracował w filii Ryskiego Banku Handlowego w Łodzi. Następnie, w okresie 1904-1907, studiował w Wyższej Szkole Handlowej w Lipsku. Po studiach przeprowadził się do Moskwy.
Politycznie zaangażował się w 1900 r., kiedy wstąpił do Polskiej Partii Socjalistycznej. Kierował pracami partyjnymi na terenie Częstochowy, Warszawy, Wilna i Kowna, a potem także w Łodzi i Zagłębiu Dąbrowskim. Publikował na łamach prasy socjalistycznej, m.in. w tygodnikach warszawskich "Głos" i "Prawda"; wydawał nielegalne pismo "Towarzysz", organ PPS w Kownie. Na rozłamowym zjeździe PPS w Wiedniu w 1906 r., opowiedział się po stronie „młodych”. Prawdopodobnie pod koniec 1907 r. został aresztowany, a następnie zesłany w głąb Imperium Rosyjskiego. 
Po zdystansowaniu się od polityki, został zatrudniony w wywiadowni gospodarczej (do maja 1909 r.). Później pracował jako prokurent w Towarzystwie Akcyjnym Manufaktur Bawełnianych Karola Scheiblera, a w latach 1913–1917 jako dyrektor we francuskim Towarzystwie Akcyjnym Fabryk Bawełnianych działających pod szyldem „Diedowskaja Manufaktura”
Pracę zawodową łączył z aktywnością społeczną na rzecz Polaków, był m.in. p.o. prezesa Domu Polskiego w Moskwie (1913-1918), kierownikiem Wydziału Pomocy Polakom-Obcopoddanym na centralną Rosję, Syberię, Kaukaz i Daleki Wschód (sierpień 1915 - listopad 1917), członkiem prezydium Rady Zjazdów Polskich Organizacji Pomocy Ofiarom Wojny w Piotrogrodzie i Moskwie (1915-1918). Po rewolucji lutowej w 1917 roku, został współtwórcą i członkiem Polskiego Klubu Demokratycznego w Moskwie.
W 1917 został powołany do Komisji Likwidacyjnej do spraw Królestwa Polskiego, w lipcu 1918 został delegatem Przedstawicielstwa Rady Regencyjnej w Moskwie i kierownikiem Wydziału Opieki Społecznej przy tym przedstawicielstwie. 

### II Rzeczpospolita
Po odzyskaniu niepodległości, wrócił do Polski w 1919 r. Znalazł zatrudnienie w Ministerstwie Przemysłu i Handlu jako kierownik jednego z wydziałów, następnie awansując na dyrektora Departamentu Przemysłowego. Jako szef departamentu przemysłowego uczestniczył w konferencji pokojowej w Rydze. 
W czerwcu 1920 r. z rządu odszedł Jan Stanisław Jankowski, pełniący urząd ministra pracy i opieki społecznej w rządzie Wincentego Witosa. Darowski zastąpił go na tym stanowisku 1 czerwca. Tekę tę zachował do listopada 1924, w 9 kolejnych rządach (z przerwami od września do grudnia 1923 i od stycznia do czerwca 1924). W związku z wysokim poziomem braku zatrudnienia nakazał, aby w największych miastach powołać specjalne komisje walki z bezrobociem. Doprowadził do uchwalenia ustawy z 16 maja 1922 roku o urlopach dla pracowników zatrudnionych w przemyśle i handlu. 
Podczas wyborów do Sejmu w 1922 r. wystartował z listy Unii Narodowo-Państwowej, jednakże ugrupowanie nie weszło do parlamentu, a Darowski nie został posłem, lecz dalej pozostał ministrem.
W wyniku przesilenia rządowego do dymisji podał się Antoni Kamieński. Od 11 grudnia 1922 roku Darowski zaczął pełnić obowiązki ministra spraw wewnętrznych. Miał za zadanie uśmierzyć zamieszki, do których doszło w Warszawie w związku z wyborem Gabriela Narutowicza na urząd prezydenta. Doprowadził do chwilowej stabilizacji w mieście. 14 grudnia doszło do dymisji rządu Juliana Nowaka. Darowski otrzymał misję utworzenia rządu, której jednak nie zrealizował, co po kilkunastu godzinach stwierdził sam zainteresowany, rezygnując z ubiegania się o premierostwo. Jako kierownik MSW nie zapobiegł zamachowi na prezydenta Narutowicza. Po jego śmierci oddał kierownictwo w ministerstwie premierowi Władysławowi Sikorskiemu, zachowując w nowym rządzie tekę ministra pracy i opieki społecznej. W 1923 r., gdy bezrobocie wzrastało, to podjęto akcję dożywiania osób pozostających bez pracy i ich rodzin. 16 maja uchwalono ustawę o opiece społecznej. 28 maja upadł rząd Sikorskiego, lecz Darowski wszedł w skład koalicyjnego gabinetu Witosa, tym razem jako kierownik, a nie minister. Już 1 września złożył dymisję, a jego obowiązki w ministerstwie przejął senator Stefan Smólski. Gdy rząd upadł, Darowski ponownie objął tekę ministra pracy i opieki społecznej, wchodząc 19 grudnia 1923 r. do gabinetu Władysława Grabskiego. Jednakże 18 listopada 1924 roku został odwołany oraz wysłany do ZSRR  w randze posła, aby doprowadzić do podpisania traktatu handlowego. Misja zakończyła się niepowodzeniem. Darowski powrócił do kraju i ponownie objął Ministerstwo Pracy i Opieki Społecznej. W tym czasie uchwalono ustawy o: ochronie pracy młodocianych i kobiet (02.07.1924 r) oraz o zabezpieczeniu na wypadek bezrobocia (18.07.1924). W lipcu 1924 podjął społecznie niepopularną decyzję o wprowadzeniu na trzymiesięczny okres dziesięciogodzinnego dnia pracy w hutach na Górnym Śląsku. Wybuchł strajk, zakończony o orzeczeniem komisji rozjemczej, a wydłużony dzień roboczy w hutnictwie na Górnym Śląsku. Darowski odszedł ostatecznie z rządu 17 listopada 1924 r. Następnie objął urząd wojewody łódzkiego. W wyniku zamachu majowego w 1926 r. był krótko internowany. Po uwolnieniu został przeniesiony na stanowisko wojewody krakowskiego. W 1929 premier Kazimierz Bartel odwołał go i przeniósł w stan spoczynku. 

### Dalsze lata
Po zakończeniu służby państwowej w połowie 1929 r. objął prezesurę zarządu koncernu górniczo-hutniczego, którą pełnił do wybuchu II wojny światowej. Koncern ten od 1934 r. funkcjonował pod nazwą "Modrzejów-Hantke", Zjednoczone Zakłady Górniczo-Hutnicze SA. W międzyczasie, od 1931 do 1936 r., stał na czele Zarządu Głównego Polskiego Czerwonego Krzyża.
Kierował pracami nad Encyklopedią Nauk Politycznych wydawaną w 1936 r. przez Instytut Społeczny i Szkołę Nauk Politycznych w Warszawie. 
Okres okupacji spędził w Warszawie, biorąc udział w tajnym nauczaniu na poziomie średnim i wyższym. Po wojnie pracował jako doradca Centrali Materiałów Budowlanych, a w latach 1946–1948 - dyrektor Delegatury Centrali Żelaza i Stali w Warszawie. Po zakończeniu wojny, na początku 1947 r., wstąpił do „koncesjonowanej” PPS. Działał w Komitecie Dzielnicowym partii na Mokotowie.
Pochowany na cmentarzu Powązkowskim (kwatera 213-6-13). 
W 2022 roku z inicjatywy premiera Mateusza Morawieckiego, Fundacja ,,Stare Powązki" w ramach projektu odrestaurowywania grobów ministrów II RP, odnowiła miejsce pochówku Darowskiego.

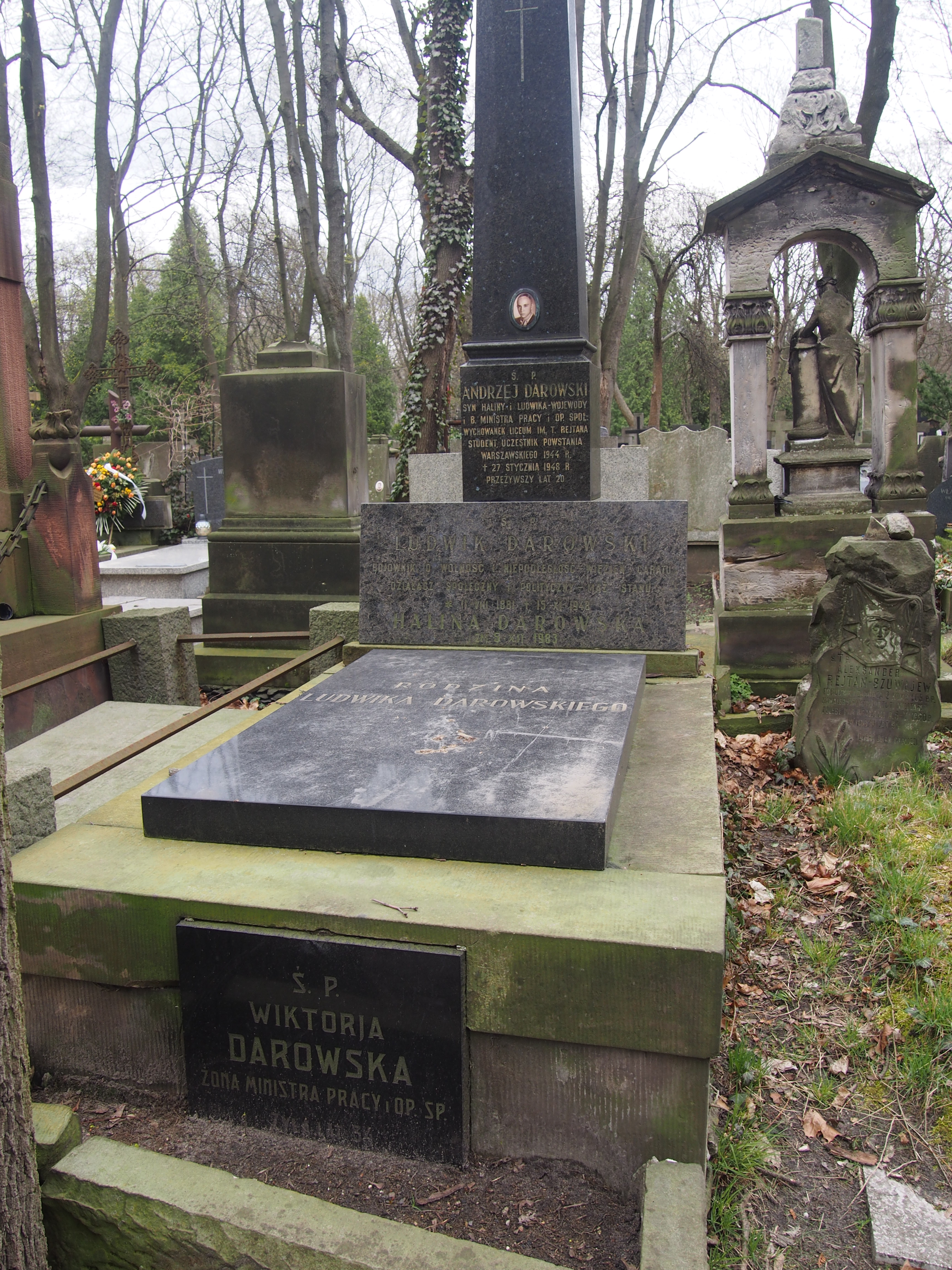
Grób Ludwika Darowskiego (przed renowacją)

### Minister Pracy i Opieki Społecznej

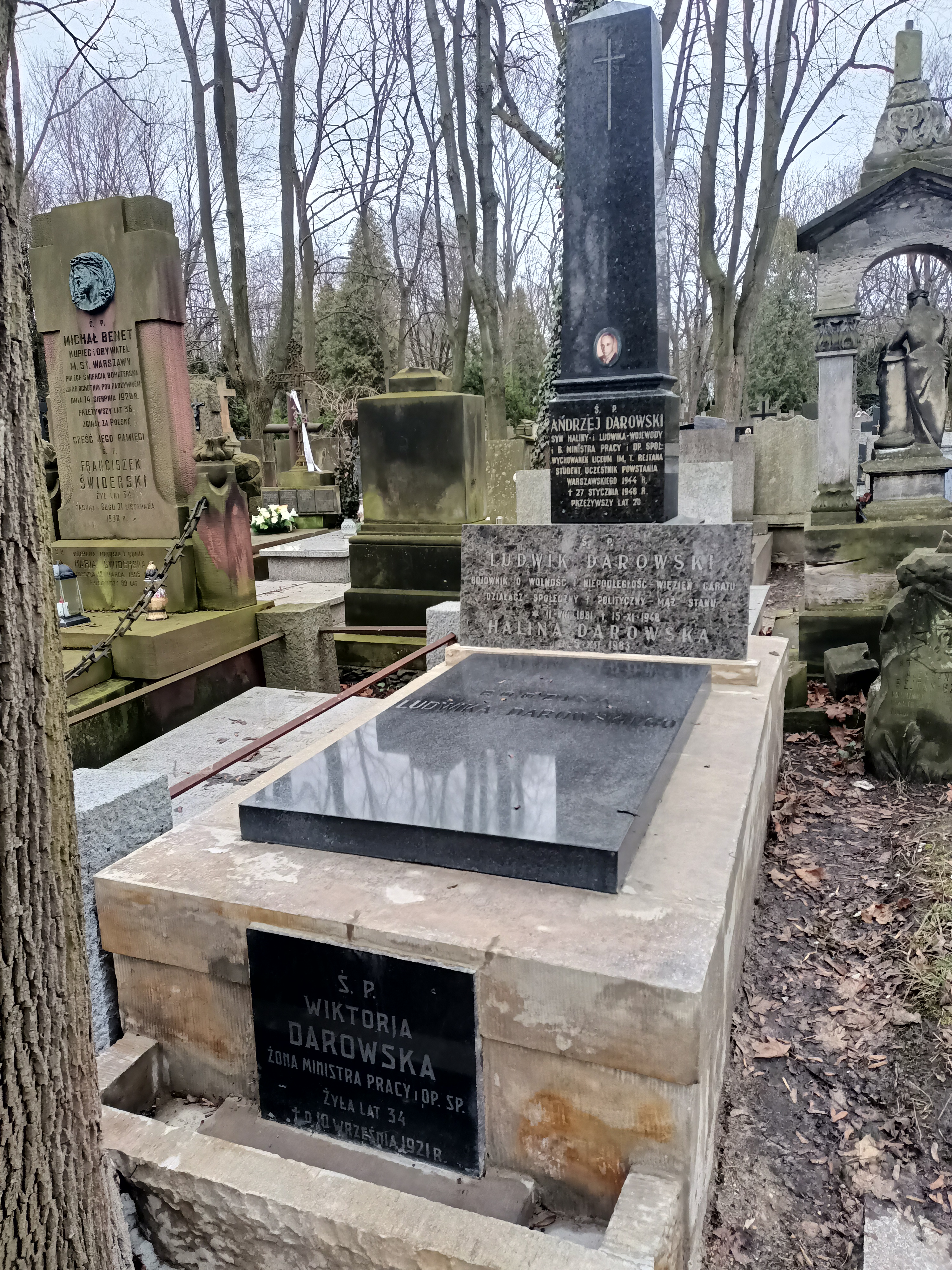
Grób Ludwika Darowskiego i jego syna Andrzeja Darowskiego – powstańca warszawskiego na Cmentarzu Powązkowskim w Warszawie (po renowacji)

## Okresy sprawowania urzędów

### Minister Pracy i Opieki Społecznej[6]
- 1 VI - 13 IX 1921
- p.o. 13-19 IX 1921
- 19 IX 1921 - 5 III 1922
- p.o. 5-10 III 1922
- 10 III - 6 VI 1922
- p.o. 6-28 VI 1922
- 28 VI - 7 VII 1922
- p.o. 7-31 VII 1922
- 31 VII - 14 XII 1922
- p.o. 14-16 XII 1922
- 16 XII 1922 - 26 V 1923
- p.o. 26-28 V 1923
- 19 XII 1923 - 19 I 1924
- 18 VI - 17 XI 1924

### Kierownik Ministerstwa Spraw Wewnętrznych
- 11-14 XII 1922
- p.o. 14-16 XII 1922

### Kierownik Ministerstwa Pracy i Opieki Społecznej
- 28 V - 1 IX 1923

## Odznaczenia
- Krzyż Komandorski z Gwiazdą Orderu Odrodzenia Polski (22 lutego 1924)[10]
- Odznaka Honorowa Polskiego Czerwonego Krzyża I stopnia (1935)[11]